# Buffet (meuble)
Pour les articles homonymes, voir Buffet.

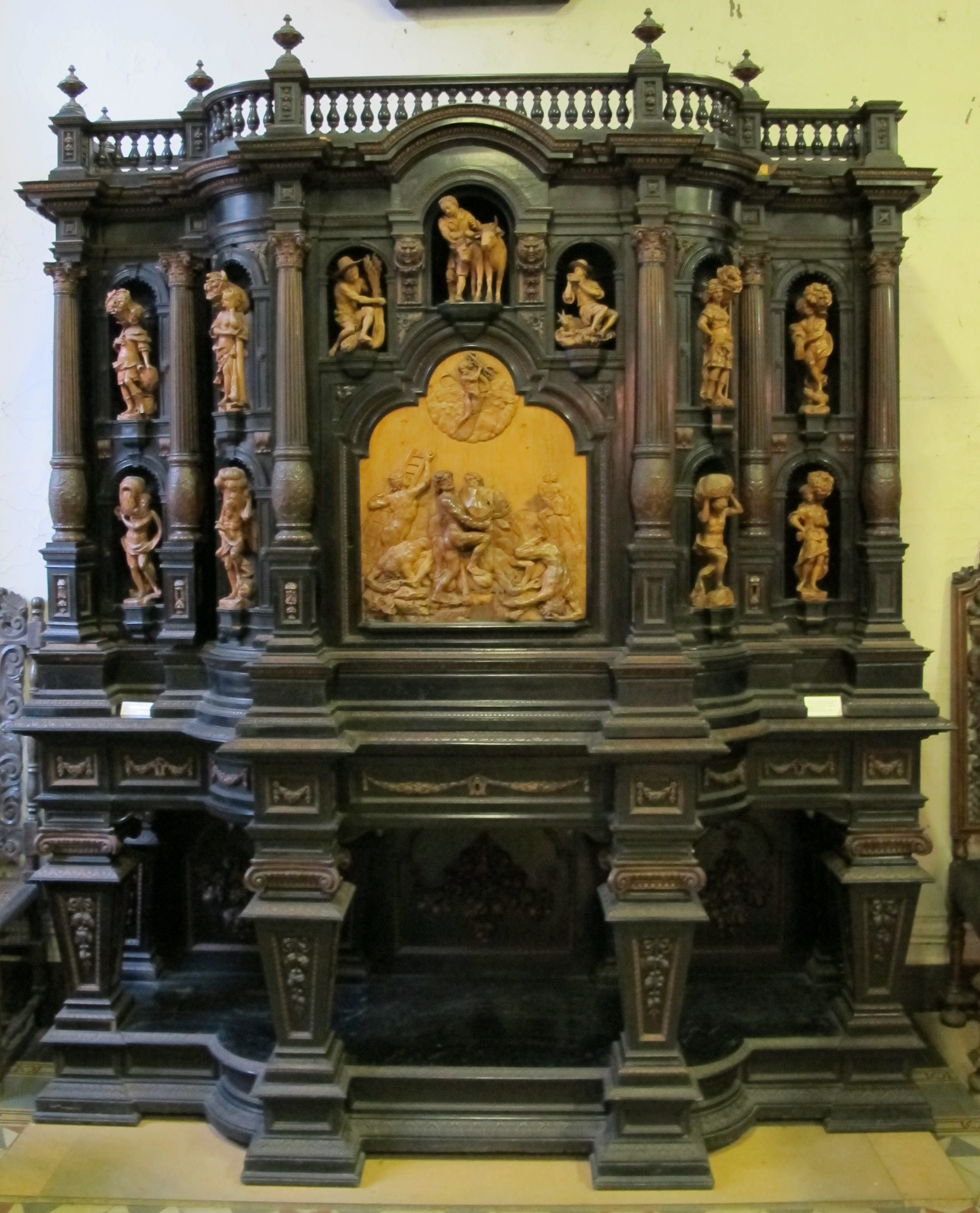
buffet allemand, 1856 ca., Musée Stieglitz, Saint-Pétersbourg

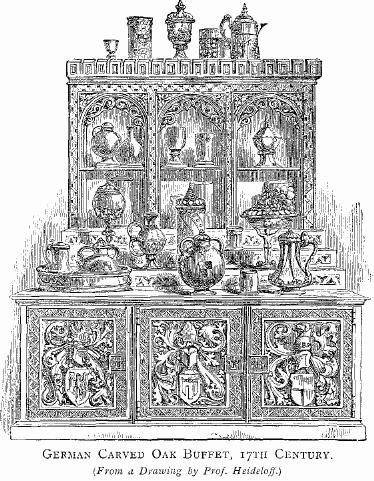
Buffet allemand du XVIIe siècle

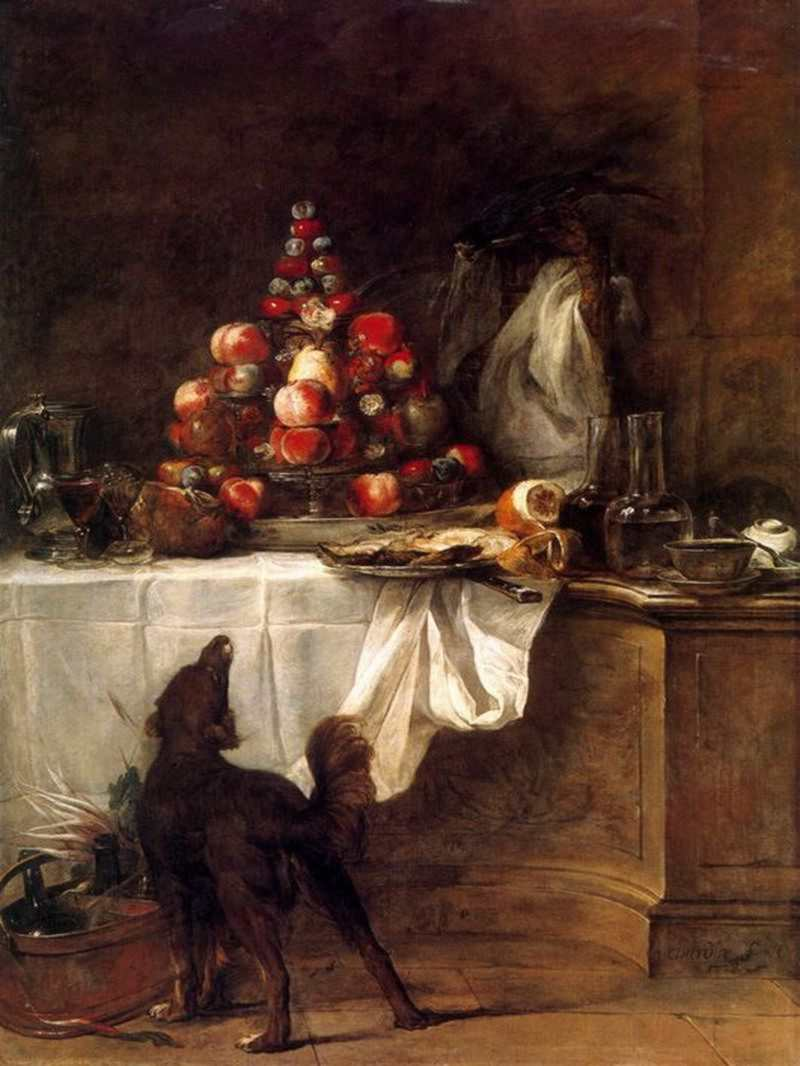
Le Buffet, l'un des premiers tableaux de Jean Siméon Chardin (Huile sur toile, conservée au Louvre et datée de 1728

Le buffet est une armoire destinée au rangement de la vaisselle, des couverts, du linge de table. Meuble très répandu, il a connu de nombreuses variantes régionales et dans le temps. Il peut s'agir d'un meuble bas avec deux ou trois portes et éventuellement des tiroirs, ou d'un meuble à deux corps superposés, corps bas dans lequel se range habituellement la vaisselle et corps haut moins profond où se rangent les verres.

## Histoire
L'ancêtre du buffet était un ensemble de deux coffres médiévaux superposés, ou le dressoir-buffet par exemple dessiné sur des miniatures médiévales du début du Moyen Âge. Leurs formes étaient simples, souvent un coffre amélioré, posé sur des montants droits, avec des vantaux sans moulures, consolidé de pentures de fer. 
Au XIVe siècle, il est plus finement décoré, avec des pieds travaillés à la gouge, par exemple décorés de feuillages, des portes (« volets ») ornementés d'arcatures. Les serrures et charnières de fer forgé pouvaient être utilisées comme décor, ouvrées, ajourées et posées sur un fond de drap rouge. Une forme de dais à baldaquin retombant peut, à la fin du Moyen Âge, être sculptée dans le style flamboyant. Les panneaux formant le baldaquin pouvaient être peints (motifs religieux en général).
À la Renaissance, le terme approprié pour la présentation de la vaisselle est le dressoir. Des inventaires anciens désignent souvent des buffets à deux ou plusieurs « armoires », ce qui laisse penser que le mot « armoire » a pu désigner les vantaux, ou qu'un buffet a pu être composé de plusieurs unités différentiées, avant le meuble à deux corps ou d'une pièce que nous connaissons.
Au XVIe siècle, l'usage du buffet armoire devient plus courant, aux dépens du dressoir plus ostentatoire et conservant moins efficacement les vêtements et les objets précieux. On appelle alors définitivement « armoire » les meubles à deux corps uniformes, formés de quatre vantaux. L'armoire prend peu à peu la place du dressoir dans les chambres à coucher et les salons. Le buffet, utilitaire, continue à être utilisé dans la salle à manger et dans les cuisines. Il est ensuite garni de tiroirs où l'on rangera les couverts et ustensiles utiles à la table ou à la cuisine.
À l'époque de Louis XI, le menuisier-huchier devient aussi sculpteur et mélange des figures dans le décor architecturé et orné de feuillage des dressoirs-buffets.
Des modes ou styles apparaissent, avec par exemple une école française appréciant les pilastres à arabesques, les médaillons d'après l'antique mélangés aux anciens pinacles ogivaux, s'opposant à une école italienne importée par le roi et sa cour dans les châteaux de la vallée de la Loire, qui associe les arabesques aux trophées de Milan et Florence. De rectangulaire, le dressoir ou « armoire à deux corps » devient alors trapézoïdal et se complexifie avec des panneaux supplémentaires, des  colonnettes ogivales ou à balustre. Dans un premier temps, l'école française orne les volets de ces buffets de bas-reliefs illustrant par exemple l'Annonciation alors que l'école italianisante orne ses vantaux et les caissons du meuble d'arabesques basées sur des feuilles et rinceaux, fleurons et trophées, termes ou cariatides. Peu à peu les motifs se mélangent et forment un style nouveau (en Île-de-France, Touraine, Normandie où les menuisiers s'inspirent volontiers des reliefs de Jean Goujon ou de Germain Pilon ou en Auvergne, Bourgogne et dans le Lyonnais (où les bas-reliefs sont souvent inspirés de ceux de Hugues Sambin et d'arabesques créées pour les ateliers d'imprimerie de Lyon).
Au XVIIe siècle, pour entrer dans les appartements urbains plus modestes, la taille des buffets tend à diminuer et parfois à reprendre l'aspect du dressoir en gradins plus ou moins étagés.
Aux XVIIIe et XIXe siècles, des artisans continueront à imiter des formes de la Renaissance ou baroques.
Au XXe siècle des artisans ou créateurs contemporains créent de nouvelles formes et utilisent de nouveaux matériaux.

## Le buffet d'or ou d'argent
C'est le nom qu'on a donné à des ensembles d'argenterie, notamment offerts au roi et/ou à la reine par la capitale, lors des cérémonies d'entrées solennelles des familles royales à Paris. Ces pièces correspondait sans doute à celles qui étaient normalement rangées dans le buffet.

## Le buffet du roi
Il désignait l'ensemble des nefs, grandes salières, coupes, bassins et autres aiguières de la vaisselle royale, exposées sur des buffets à étagères garnis de tissus, dans la grande salle du palais royal (devenu le Palais de justice de Paris ou au château de Versailles, lors des repas ou banquets cérémoniels. Parfois des gradins étaient provisoirement disposés à même les tables du banquet, ou les pièces d'argenterie étaient posées sur les tables et encadrés par des vases garnis de fleurs ainsi que par des pièces de confiserie. 

## Autre signification
Deux sens dérivé du mot buffet, mais conservant l'idée de dressoir/présentoir sont :
- le buffet d'orgue qui est le meuble, parfois très grand sur lequel sont étagés les tuyaux de l'orgue ;
- Le buffet (corps de chasse) est le mobilier qui reçoit le gibier de chasse dépecé pour être présenté avant la cuisson aux invités d'honneur. Par extension le buffet est accompagné d'une « table à gibier » (appelée communément console ). 
La table à gibier présentait le produit de chasse cuisiné sur un lourd plateau de marbre reposant sur un somptueux tablier de bois avec quatre jolis pieds noués par une jolie entretoise, très ouvragé de sculpture. 
Le maître découpeur sur ordre du maître de cuisine pouvait commencer à découper les morceaux de viande selon le choix des convives. (Manière de savoir vivre au XVIIIe siècle en se référant à la description de Molière.
- Le buffet, qui dans un restaurant ou lors d'un repas, est le lieu où sont exposés divers mets parmi lesquels le client ou le convive choisit ce qu'il veut, en libre-service.

## Synonymes
Selon les lieux, les personnes ou les époques, les synonymes de buffet sont :
- argentier
- bahut
- crédence
- desserte
- vaisselier
- dressoir

## Galerie

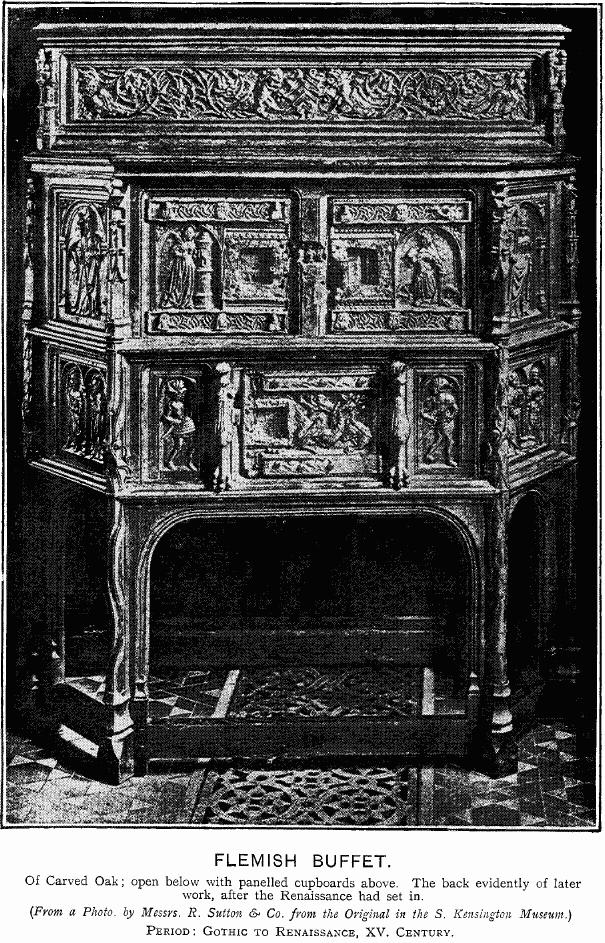
Buffet flamand de la Renaissance
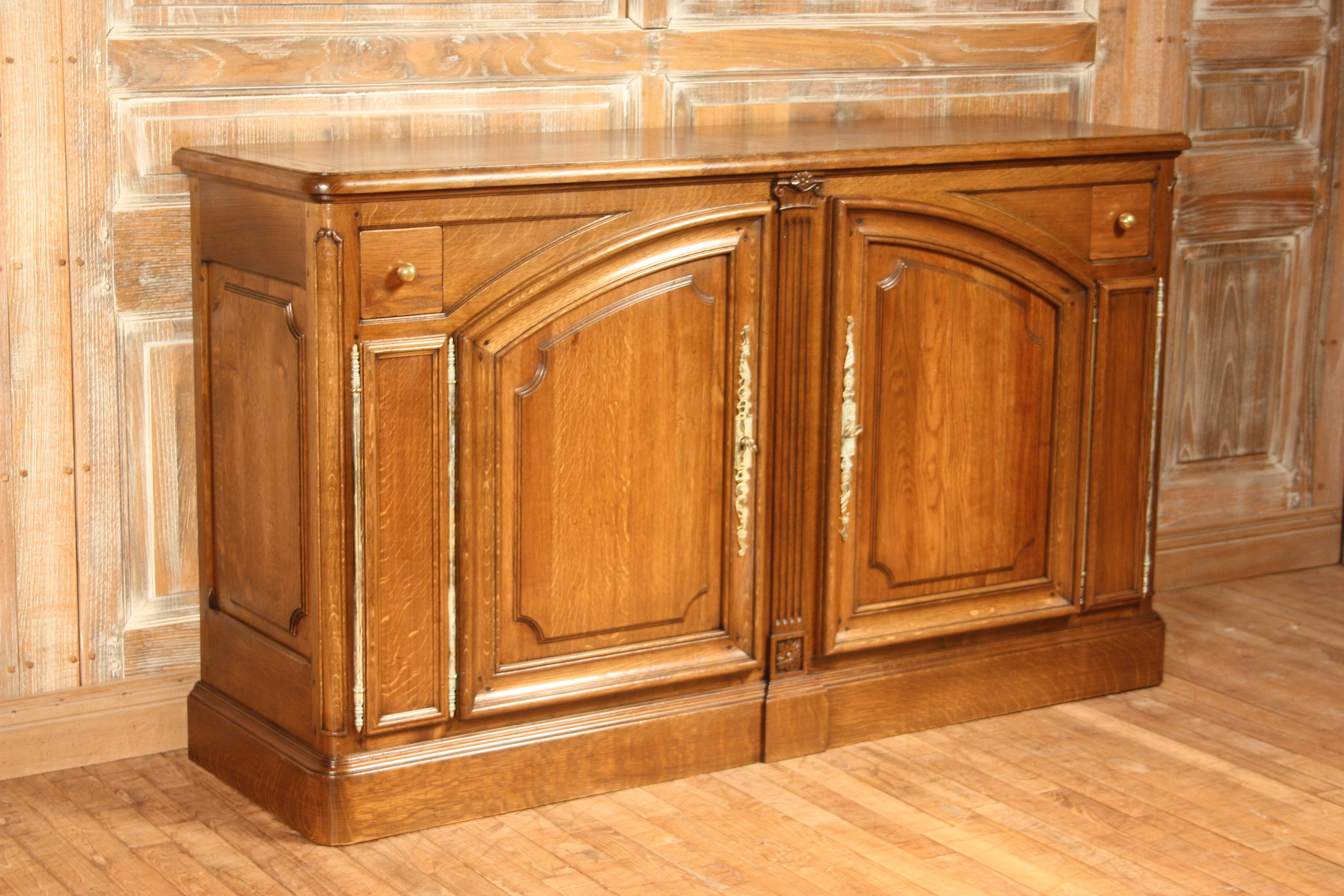
Buffet de style Louis XIII, réplique d'un modèle d'époque[2].
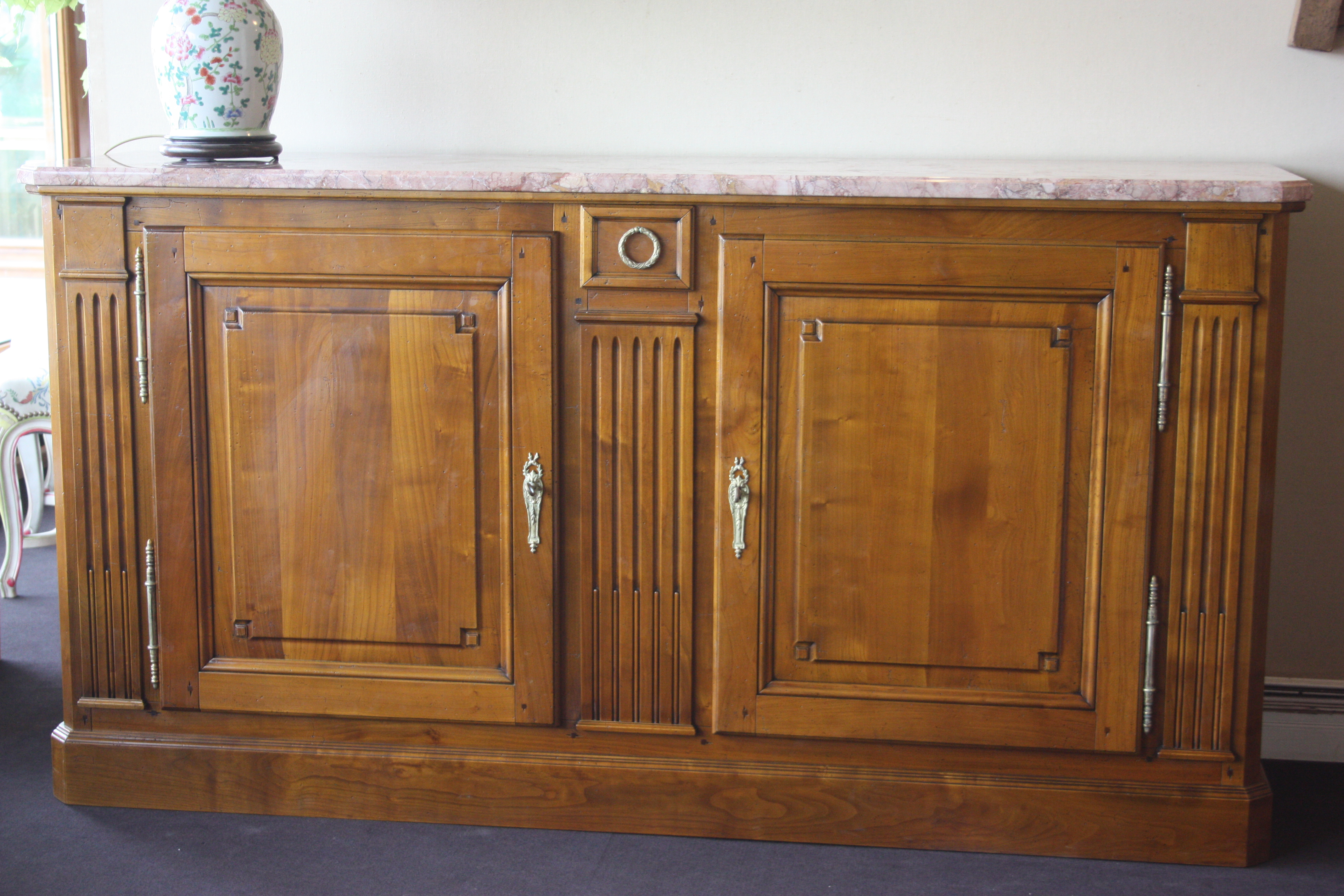
Buffet de style Louis XVI, réplique d'un modèle d'époque
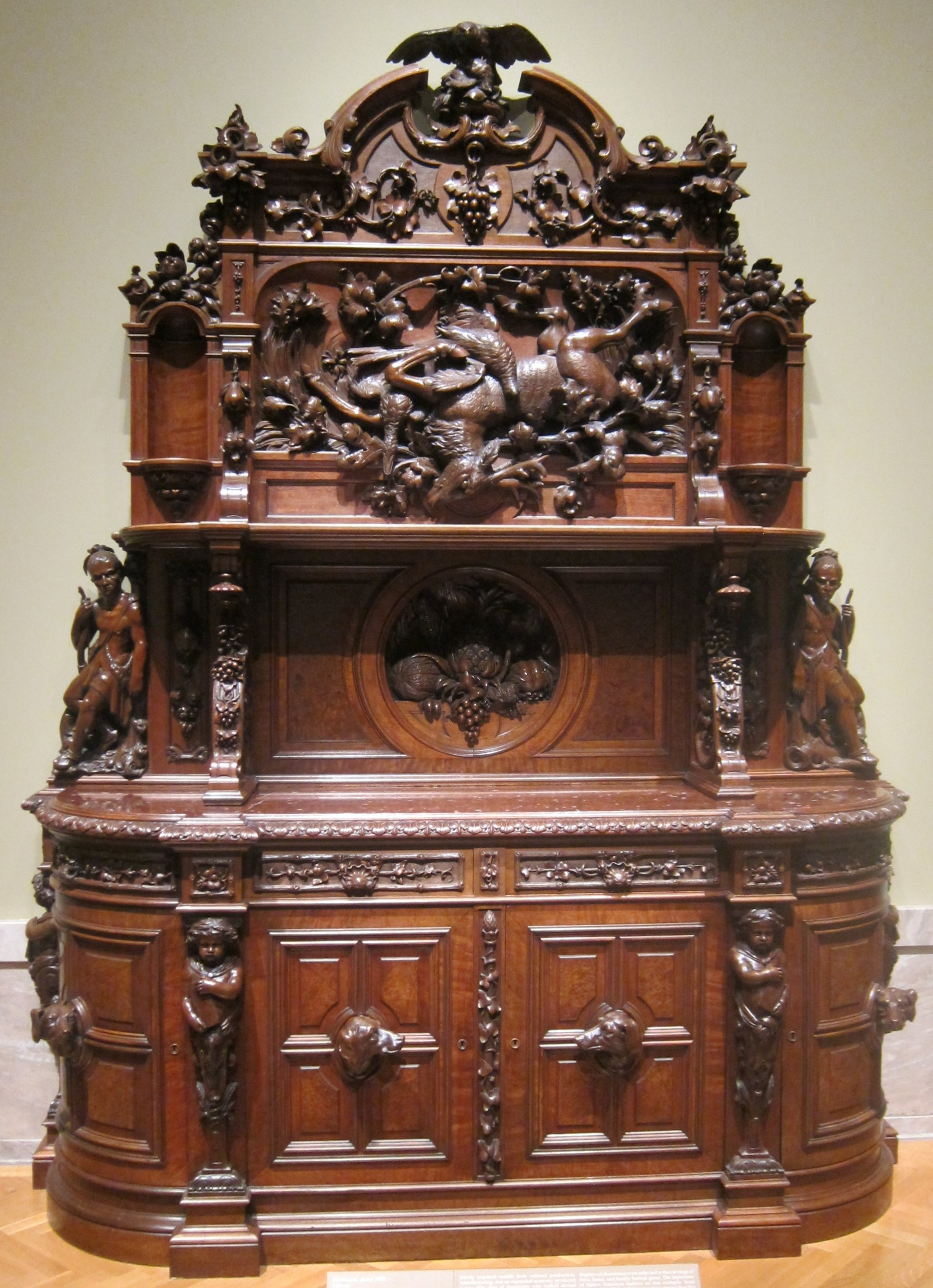
Buffet en noyer attribué à Joseph Alexis Bailly, vers 1855
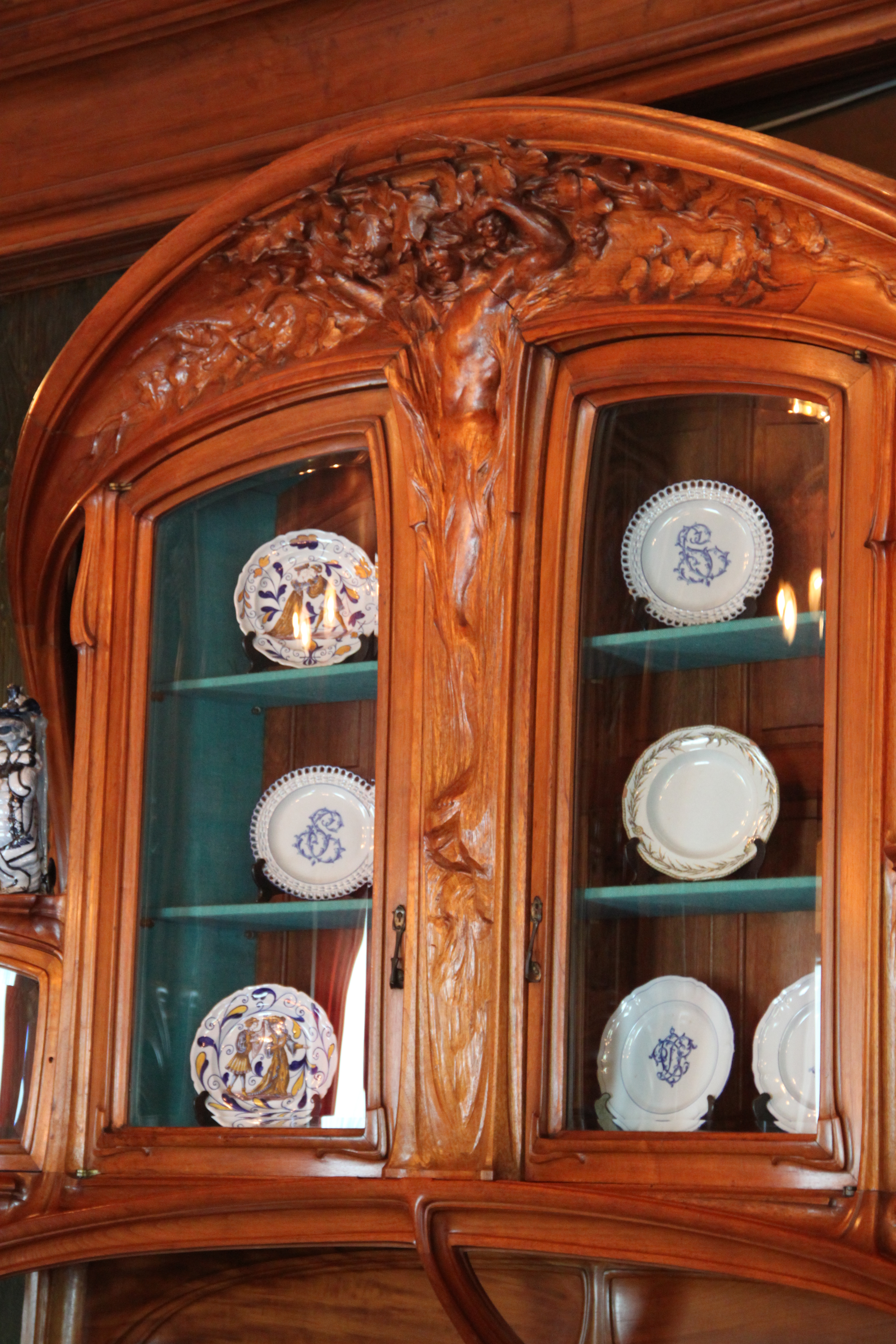
Eugène Vallin, détail du buffet Art nouveau sculpté en acajou blond. Musée de l'École de Nancy
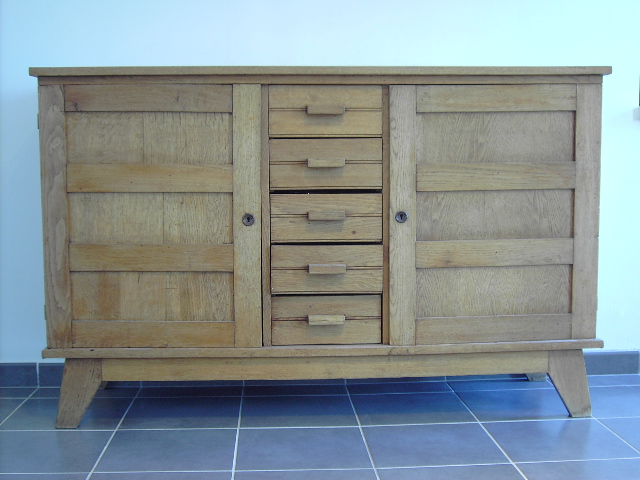
Buffet en hêtre réalisé d'après un modèle de René Gabriel. Acheté après la seconde guerre mondiale avec des tickets de rationnement. Environs de Rouen
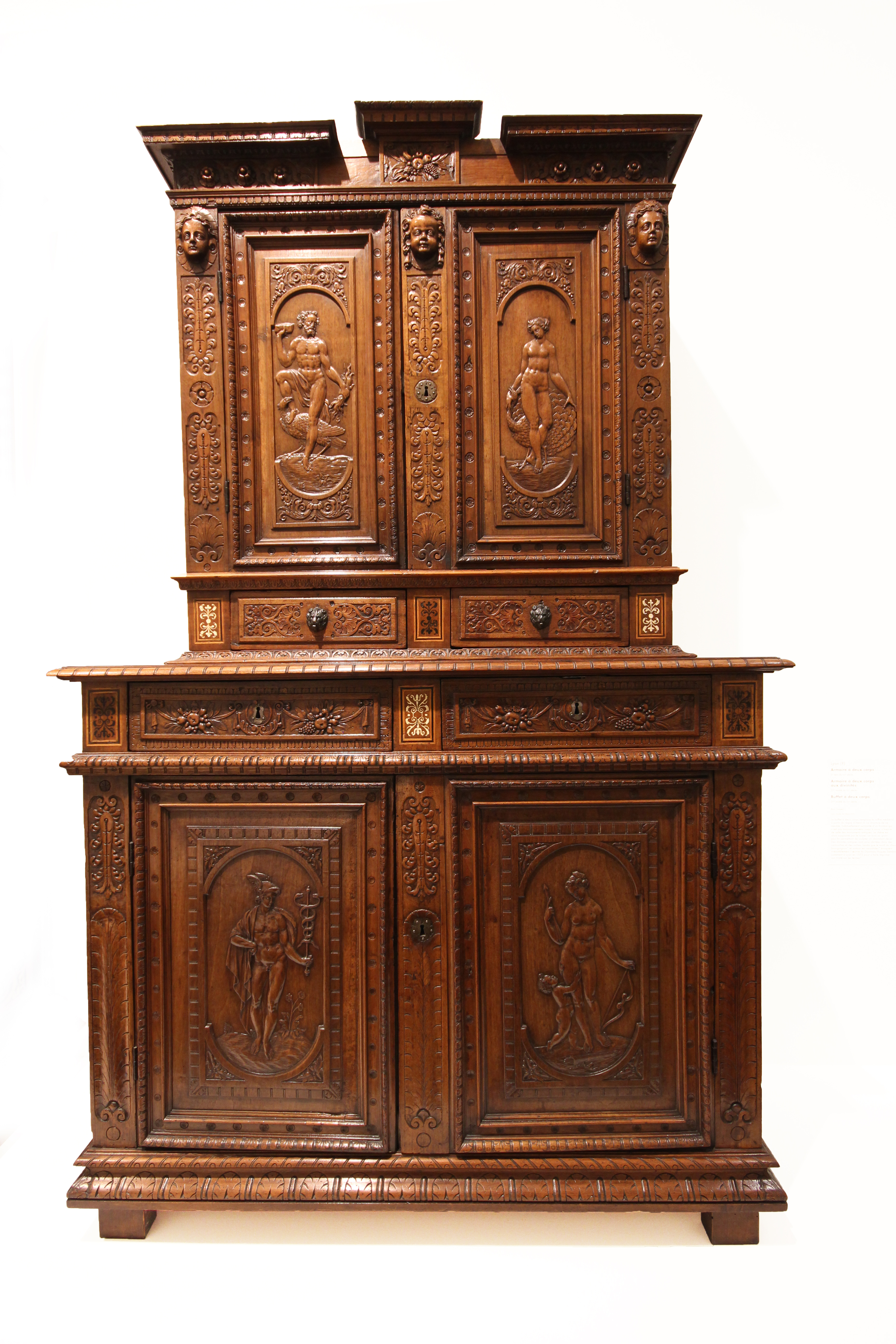
Buffet à deux corps du XVIe siècle